# Microeca
Microeca is een geslacht van zangvogels uit de familie Australische vliegenvangers (Petroicidae).

## Soorten
Het geslacht kent de volgende soorten:
- Microeca fascinans  – Witstaartvliegenvanger
- Microeca flavigaster  – Citroenbuikvliegenvanger
- Microeca hemixantha  – Tanimbarvliegenvanger